# Aillant-sur-Milleron
Aillant-sur-Milleron település Franciaországban, Loiret megyében. Lakosainak száma 374 fő (2022. január 1.). Aillant-sur-Milleron Saint-Maurice-sur-Aveyron, Champcevrais, Le Charme, Châtillon-Coligny, Dammarie-sur-Loing és Rogny-les-Sept-Écluses községekkel határos.

## Népesség
A település népességének változása:
| Lakosok száma | 305  | 286  | 302  | 367  | 392  | 404  | 398  | 383  | 376  | 374  |
|               | 1968 | 1982 | 1990 | 2006 | 2013 | 2015 | 2017 | 2019 | 2020 | 2022 |